# Otavalos
Cet article concerne le peuple indigène otavalo. Pour la ville d'Otavalo, voir Otavalo.

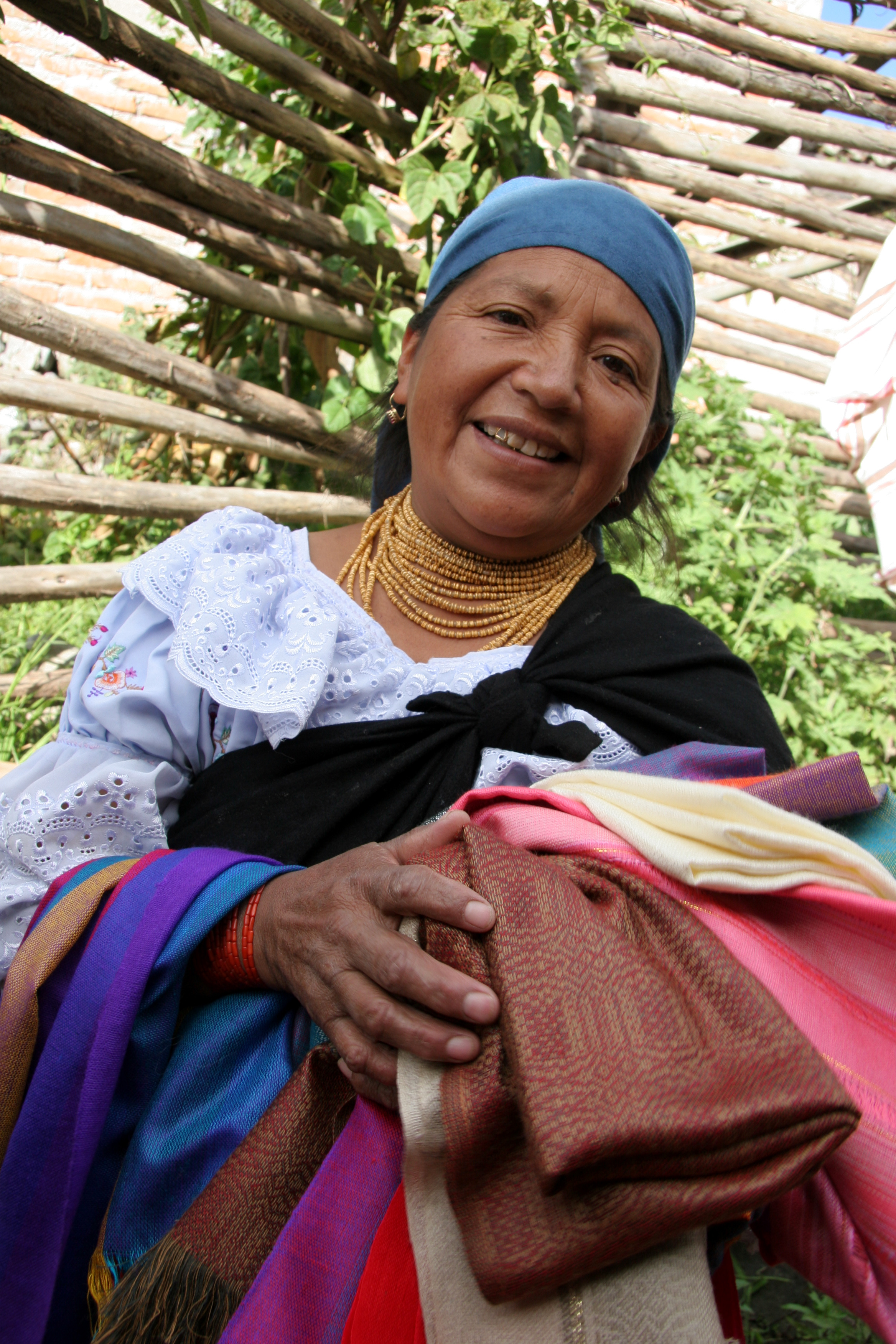
Femme indigène otavalo en costume traditionnel portant des tissus artisanaux (2007).

Les Otavalos sont l'un des peuples indigènes d'Équateur, appartenant à la nationalité Kichwa (du groupe Quechua). Héritiers d'une histoire commençant avant même l'invasion de l'actuel Équateur par les Incas, ils se caractérisent en particulier par leur langue, le kichwa, variante du quechua, qu'ils partagent avec les autres peuples indigènes de la sierra équatorienne, ainsi que par leur longue tradition d'artisanat textile et d'échange commercial, reflétée aujourd'hui par l'important et très touristique marché de la ville d'Otavalo, mais que l'on peut retracer jusqu'à la période préhispanique. Cette particularité a permis au peuple otavalo de bénéficier, en particulier à partir des années 1980, d'une relative prospérité économique non seulement par rapport aux autres peuples indigènes du pays mais également par rapport aux blancs et aux métis d'Otavalo, ce qui représente une inversion de la hiérarchie coloniale et post-coloniale. Malgré cet essor des activités liées à l'artisanat, au commerce et au tourisme, de nombreux indigènes otavalos ont gardé une activité basée essentiellement sur l'agriculture de subsistance, dont les principaux produits sont le maïs, le haricot et la pomme de terre. Lors du recensement national de 2010, quelque 65 000 Équatoriens se définissaient comme Otavalos, résidant pour la plupart dans la province d'Imbabura, au nord du pays.

## Histoire

### Période préhispanique

#### Avant et pendant la domination inca
À la fin de l'époque préhispanique, l'ethnie otavalo aurait contrôlé un espace plus vaste que celui qu'elle occupe actuellement, empiétant en particulier sur les forêts humides du piémont occidental des Andes, dont les zones de Salinas, dans l'actuel canton d'Otavalo, et Intag, dans la partie basse du canton de Cotacachi. Le cœur du territoire otavalo est toutefois situé dans la sierra, au voisinage de l'emplacement actuel d'Otavalo.
L'accès à des zones de climat tropical leur permettait de disposer de ressources rares, dont le sel, le coton, la coca, et des coquillages. Les Otavalos, par leur position sur un franchissement relativement facile d'est en ouest de la cordillère des Andes (par la vallée du rio Mira), entretenaient des relations commerciales intenses à la fois avec les peuples du piémont occidental et ceux du piémont oriental (Amazonie). Le principal centre de pouvoir politique et religieux des Otavalos se serait situé non loin de la ville actuelle d'Otavalo.
Les Otavalos sont occupés militairement par l'empire inca à partir de la fin du XVe siècle, après une guerre d'une dizaine d'années. Après l'échec de la stratégie habituelle de conquête pacifique des Incas (via l'établissement d'ambassades et les alliances), un foyer de résistance à l'invasion inca s'établit sur le territoire otavalo, à tel point que les régions situées plus au nord, peuplées par l'ethnie pasto, auraient été soumises avant celles des Otavalos. L'occupation des terres des Otavalos par les Incas se fait au terme d'une guerre menée par Huayna Capac, qui dure une dizaine d'années, marquée par des attaques des Incas contre Caranque (Ibarra) et des contre-attaques des Otavalos contre des forteresses incas. Entre 1500 et 1505, au terme de cette guerre, un massacre des adultes otavalos aurait eu lieu près de la lagune Yahuarcocha (Ibarra), qui en tire son nom (« lac de sang », en quechua). À la suite de ce massacre, les jeunes survivants sont surnommés Wambrakuna (enfants), et nombre d'entre eux sont enrôlés dans la garde personnelle de l'Inca,.
Pendant la période relativement brève que dure l'occupation inca (jusqu'à la conquête espagnole vers 1535), les Otavalos auraient conservé une certaine autonomie. L'envoi de mitimaes y aurait été peu important, et le seul noyau de population inca aurait été Caranqui, sur l'emplacement actuel d'Ibarra, qui est la plus septentrionale des villes importantes de l'empire inca. Les Incas auraient également maintenu deux garnisons, à la frontière nord et à la frontière sud du territoire. La présence des mitimaes aurait été très faible, se limitant à quelques dizaines. On peut donc dire que la région d'Otavalo a été peu incaïsée, ce qui se reflète également dans la toponymie : de nombreux lieux ont conservé un nom provenant de la langue cara, tandis que seuls les lieux les plus importants ont reçu un nom quechua. Pour ces lieux, les plus fondamentaux pour la culture otavalo, on ignore aujourd'hui leur nom en langue cara (l'Imbabura, le Cotacachi, le lac San Pablo par exemple). Les Incas auraient toutefois imposé un nouveau style vestimentaire aux habitants de la région et exigé un tribut, probablement sous forme textile.

#### La conquête par les Espagnols
À l'arrivée des Espagnols, vers 1535, le cacique d'Otavalo, Otavalango, vassal et allié des incas, est à la tête d'un territoire limité au nord par la rivière Mira (frontière avec l'ethnie pasto, près des actuelles sources chaudes de La Paz (Carchi)), au sud par la rivière Guayllabamba et une forteresse située à El Quinche, qui pendant la période inca séparait la région d'Otavalo de la région de Quito. Cette zone était divisée en quatre caciquats : Otavalo, Caranqui (Ibarra), Cayambe et Cochasquí (actuel site archéologique située entre Quito et Otavalo). Ces quatre caciquats présentent une forte homogénéité culturelle.
La conquête se fait à partir de 1534, quelques années après la guerre sanglante entre Atahualpa et Huascar. Les coutumes et langages pré-incaïques sont encore très implantés, mais les Espagnols continuent d'imposer le quechua comme lingua franca pour leurs communications avec les indigènes (c'est ce qui fait que le quechua, aujourd'hui appelé kichwa en Équateur, est parlé du nord du Chili jusqu'à l'Équateur et de la Colombie). La région d'Otavalo est affaiblie et dépeuplée, à la suite de l'enchaînement en trois décennies de la guerre de conquête par l'empire inca, de la guerre civile au sein de l'empire inca et enfin de la conquête espagnole, précédée par l'arrivée d'épidémies en provenance de vieux continent, dont la variole et la peste, auxquelles les populations autochtones payent un lourd tribut. Ces épidémies se poursuivent durant la majeure partie du XVIe siècle. Au milieu du XVIe siècle, les Espagnols prennent donc possession sans résistance de terres vidées par les guerres et les épidémies de ceux qui les cultivaient. Ils adoptent par ailleurs le système de tribut mis en place par les Incas, et mettent en place le système des encomiendas, qui contraint tous les indigènes à travailler une partie de leur temps dans les haciendas, ce qui modifie profondément les systèmes agricoles, économiques et commerciaux de l'époque préhispanique (les indigènes concernés par le système de l'encomienda sont connus sous le nom de mitayos).

### De la conquête à 1970: le travail forcé

#### Dans l'artisanat textile
Tout comme les Incas, les Espagnols utilisent le savoir-faire des indigènes de la région d'Otavalo pour en obtenir un tribut en textile principalement sous forme de mantas (capes) de coton, costume qui existait déjà sous la domination inca, ainsi que des textiles à base d'une espèce locale d'agave proche du sisal, la cabuya blanca (Furcraea andina), qui sert entre autres à confectionner des sacs de jute, des cordes, des semelles d'espadrilles.
Des tissus fins en laine d'Alpaga sont également fournis comme tribut. Les camélidés auraient été introduits tardivement dans la région, sous la domination inca. Ces derniers auraient également implanté des groupes d'artisans spécialisés, les cumbicamayos, pour obtenir des Otavalos des tissus de luxe. Ces productions rares ne sont réalisées que par peu d'artisans, et la part la plus substantielle du tribut est fournie sous forme de capes de coton, dont les Espagnols ont besoin en particulier pour vêtir les Indiens travaillant dans les mines. Au début de la période coloniale, le circuit du coton et de la fabrication des capes est proche de ce qui avait existé à l'époque préhispanique : le coton est produit en partie par les membres de l'ethnie otavalo résidant dans les terres basses, dans les zones d'Intag et de Salinas où le coton sauvage peut être récolté en abondance. Ils en obtiennent également encore en vendant à d'autres ethnies du sel ou de la coca, et montent dans les terres hautes pour vendre le coton brut aux communautés montagnardes, qui les utilisent pour la confection des capes. Toutefois, ce système ne perdure que jusqu'à la fin du XVIe siècle, date à partir de laquelle les Espagnols prennent progressivement le contrôle des circuits de distribution du coton, obtenant le coton brut sous forme de tribut des zones productrices, et le redistribuant aux indigènes des zones non productrices, charge à ceux-ci de filer le coton et de le tisser sous forme de capes. Le tribut exigé était d'une cape par tributaire (chef de famille) et par an, soit un total de 2350 capes pour la région (repartimiento) d'Otavalo en 1579.

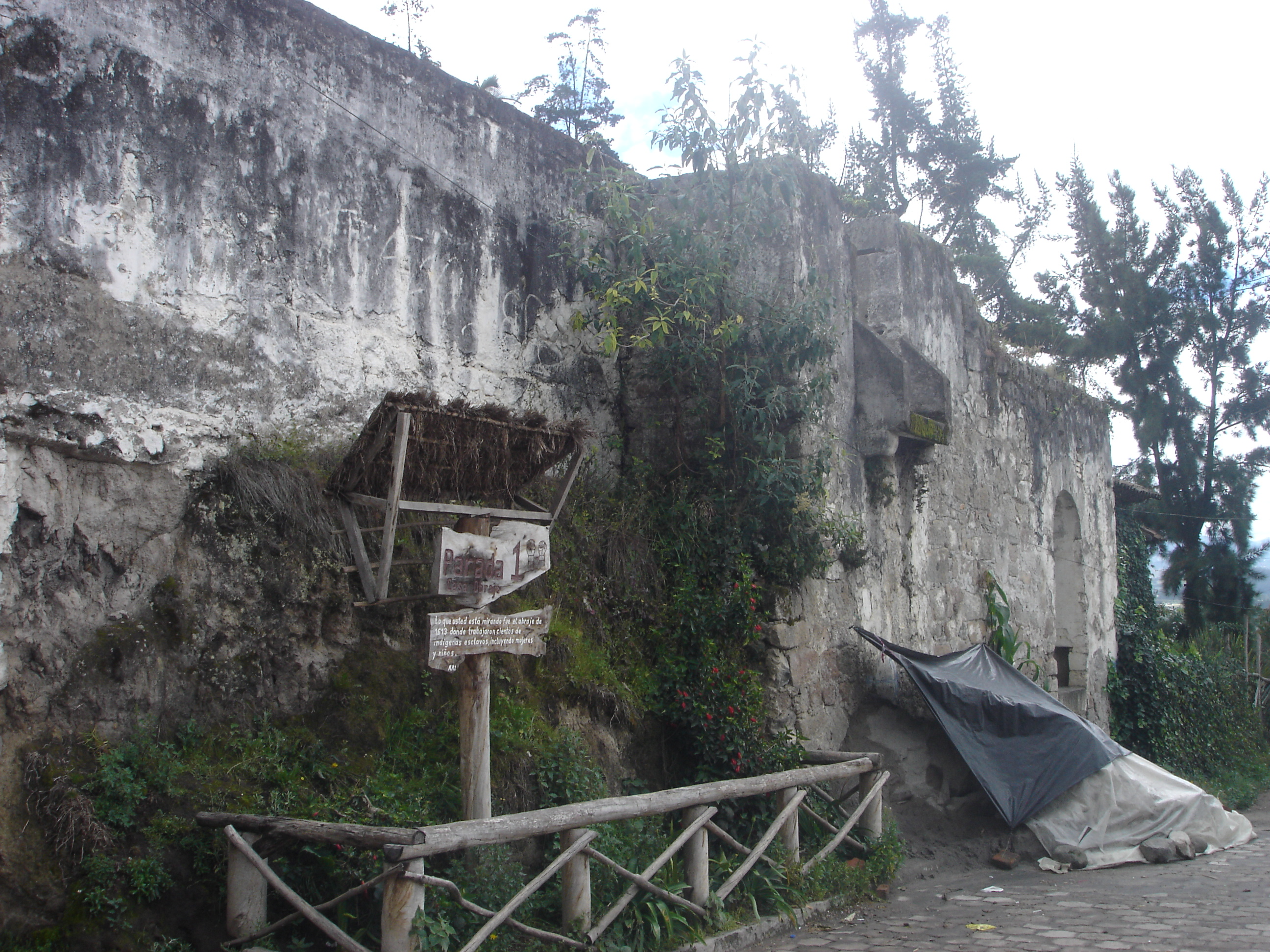
Mur restant d'un obraje, encore visible à Peguche. Sur la plaque explicative est écrit : « Ce que vous êtes en train de regarder est lobraje de 1613 où ont travaillé des centaines d'indigènes esclaves, dont des femmes et des enfants ».

À partir de la fin du XVIe siècle, cette forme d'exploitation se basant sur les vêtements traditionnels de coton et reprenant largement les circuits préhispaniques de distribution de la matière première est progressivement abandonnée et supplantée par le système des obrajes, ateliers de fabrication textile où travaillent les indigènes. Le premier obraje de la région est ouvert en 1563 à Otavalo puis cédé à la couronne d'Espagne à sa mort. La Couronne met en service un nouvel obraje à Peguche en 1621, et vers 1640 plus de 16 obrajes, légaux ou illégaux, existent dans la vallée d'Otavalo. À son apogée, celui d'Otavalo emploie 605 indigènes en 1684. Les conditions de travail étaient particulièrement difficiles dans ces ateliers, où les indigènes travaillaient de l'aube au crépuscule, soit une journée de douze heures, et ils étaient généralement enchaînés à leur métier à tisser. Les principaux produits de ces ateliers étaient des lainages, des sacs et des couvertures. La rémunération des travailleurs leur permettait de s'acquitter du tribut qu'ils devaient à la couronne ou de payer leurs dettes au propriétaire. L'affectation dans les obrajes était également utilisée comme châtiment : deux membres espagnols de l'expédition de Charles Marie de La Condamine notent, entre 1735 et 1744 que «l'ordre d'aller travailler dans les obrajes engendre plus de peur parmi les Indiens que toutes les autres punitions qui ont été inventées. Les Indiennes mariées et les mères de famille âgées font le deuil de leurs maris ou de leurs enfants dès le moment où ils sont condamnés à cette punition.».

#### Dans l'agriculture
Sur le plan agricole, les communautés sont privées de l'accès aux terres qu'elles cultivaient traditionnellement, ce qui pénalise également les échanges commerciaux traditionnels entre zones andines et zones tropicales, et les communautés sont généralement rattachées à une hacienda, de laquelle font partie les travailleurs, qui sont vendus avec celle-ci quand elle change de main.
Le système du huasipungo émerge au XVIIIe siècle. Par ce système, une forme de servage, les propriétaires s'attachent le travail à temps plein des indigènes vivant sur leur propriété, en échange d'un lopin de terre qu'ils louent par leur travail. Ce système permet aux propriétaires de haciendas de disposer d'une main d'œuvre à plein temps (les huasipungueros). Ce système cohabite toutefois avec le système de la mita. Une partie des Indiens fuit toutefois les haciendas et vit dans les hautes terres, ce qui est rendu difficile car les principales ressources en eau et en bois ainsi que les terres les plus fertiles sont contrôlées par les haciendas, qui en permettent l'accès seulement aux huasipungueros et aux mitayos. La diversité des espèces et variétés locales cultivées à l'époque préhispanique est maintenue dans les jardins des huasipungueros ainsi que par les communautés qui vivent en altitude hors des haciendas. L'accès à ces ressources, ainsi qu'un système par lequel les huasipungueros sont forcés de s'endetter vis-à-vis du propriétaire, sont les deux principaux mécanismes qui permettent le maintien de cette situation de servage.

### Réformes agraires et fin du travail forcé
Le double système du huasipungo et de la mita, aussi appelée yanapa, perdure sans changement majeur durant la majeure partie de l'époque républicaine, jusqu'à ce que le décret 1480 du 11 juillet 1964 abolisse le huasipungo, même si les propriétaires des haciendas anticipent cette loi dès 1959 par un mouvement de «remise anticipée des huasipungos». Dans ce cas les propriétaires vendent souvent à leurs huasipungueros des lopins de terre mal situés et non pas ceux déjà cultivés par ces paysans. Le double objectif pour les propriétaires est de vendre les parties les moins rentables des exploitations tout en se réappropriant les parties déjà valorisées par les anciens huasipungueros, tandis que les paysans sont libérés de la charge de travail obligatoire qu'ils devaient fournir au propriétaire, perdant toutefois l'accès aux ressources qui y était associé. La yanapa est, quant à elle, interdite par une loi de 1970 qui acte le passage de ce régime à un régime de salariat. Dans les textes à partir de 1970, et dans les faits à partir du milieu des années 1970, toutes les formes de travail forcé héritées de la période coloniale sont donc abolies en Équateur, même si les conditions de vie et de travail des indigènes de la sierra équatorienne restent extrêmement difficiles et que les terres qui leur ont été attribuées sont bien souvent insuffisantes à leur survie dans des conditions correctes.

## Société et économie

### Territoires
Les Otavalos vivent dans la province d'Imbabura, au nord de l'Équateur, plus précisément dans les cantons d'Otavalo, Cotacachi, Antonio Ante et Ibarra. La population des trois premiers de ces cantons est indigène à plus de 60 %. Une forte diaspora existe également dans d'autres provinces équatoriennes comme le Pichincha ainsi qu'à l'étranger. Selon le recensement de 2001, 65 000 personnes se définissent comme Otavalos, soit environ 8 % de la population indigène d'Équateur,. Les populations indigènes voisines sont les kayambis, au sud et à l'est, les natabuelas et les karankis, près d'Ibarra, au nord de la zone occupée par les Otavalos. Toutes ces zones comptent également une importante population métisse, représentant environ la moitié de la population des cantons où vivent les Otavalos.
Dans la zone où vivent les Otavalos se trouvent des éléments naturels ayant une importance symbolique particulière, dont le cerro Imbabura (symbole masculin), le Cotacachi (symbole féminin), et les lacs San Pablo, Cuicocha et Mojanda.

### Organisation politique
Les agriculteurs otavalos sont organisés en 157 communautés sur les terres qu'ils ont pu obtenir au cours des réformes agraires qui durent de 1964 au milieu des années 1980. Ces communautés, régies par une loi de 1937, sont constituées d'une ensemble de familles, qui peut compter de quelques dizaines à quelques centaines de personnes, et dirigées par un conseil municipal (cabildo), élu chaque année, présidé par un président du Cabildo, parfois appelé président de la communauté. Jusqu'à la constitution de 1998, le processus électif est placé sous le contrôle du «tenant politique» (teniente político), représentant de l'État au niveau de la paroisse, qui nomme parfois directement les membres du cabildo.
Les Otavalos sont également représentés au sein des organisations indigènes nationales par deux organisations : la FICI (filiale de la CONAIE), dont le siège est à Otavalo, et l'UNORCAC (filiale de la FENOCIN), dont le siège est à Cotacachi.

### Agriculture

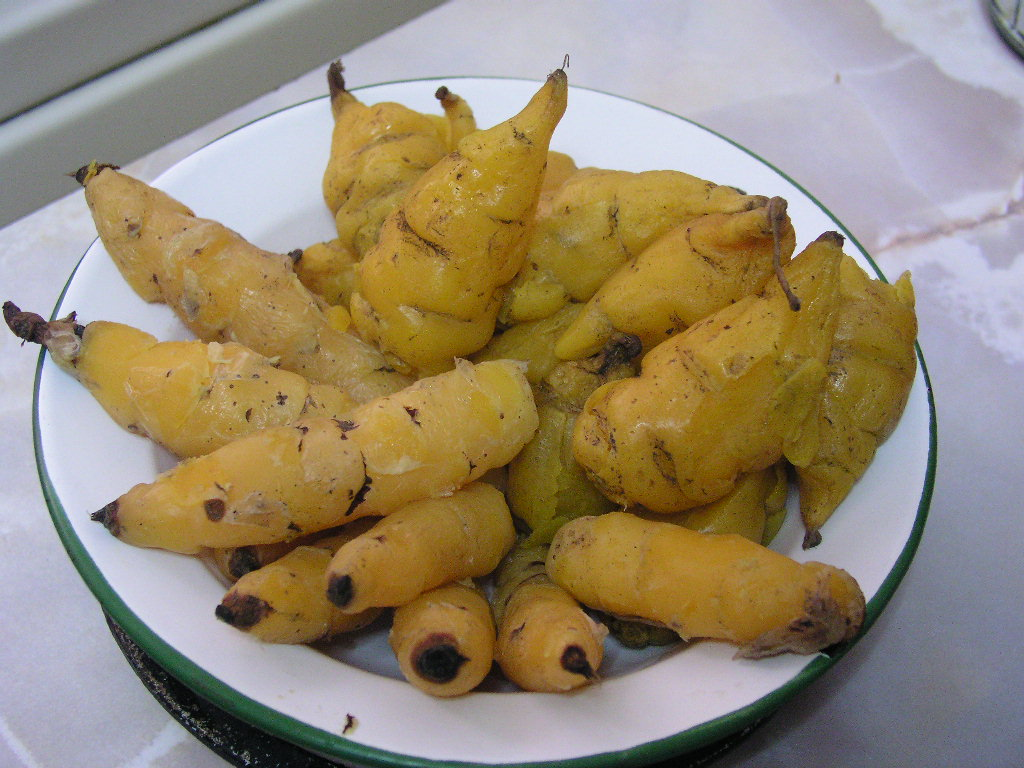
Loca et la mashwa, deux tubercules andins que les Otavalos continuent à cultiver.

Les Otavalos conservent une forte activité agricole. Les trois espèces les plus cultivées sont le maïs, les haricots et la pomme de terre, mais une grande variété d'espèces natives ou introduites sont cultivées, dont les plus répandues sont les pois, le quinoa, le lupin andin (lupinus mutabilis). Des espèces andines toujours cultivées dans les terres les plus hautes sont aujourd'hui en régression, dont des tubercules comme la oca, l'ulluco (localement appelé melloco), et des racines comme la capucine tubéreuse (mashwa), tandis que la culture des légumes (choux, oignons, carottes) et des fruits (tomate d'arbre, mure andine, avocat) tend à se développer. D'une façon générale, la tendance sur les dernières décennies est à la réduction de la diversité des espèces et des variétés cultivées, en particulier pour ce qui concerne les variétés locales.
L'élevage est en régression depuis la fin du système des haciendas pour plusieurs raisons. Tout d'abord, les haciendas permettaient aux indigènes l'accès à des zones de pâturage, ce qui n'est plus le cas dans le système actuel, caractérisé par le minifundio (avec des terrains d'une superficie souvent inférieure à un hectare par foyer) qui n'offre plus aux paysans l'espace suffisant pour faire pâturer des animaux. Une autre raison de ce déclin de l'élevage est l'importance des vols de bétail, facilité par l'absence de murs ou même de clôtures autour de la plupart des champs. Les principales espèces de bétail élevées sont les vaches, les moutons, les cochons. L'élevage des poules et des cobayes est toujours répandu, et permet d'obtenir des engrais organiques utilisés dans les cultures.

### Artisanat

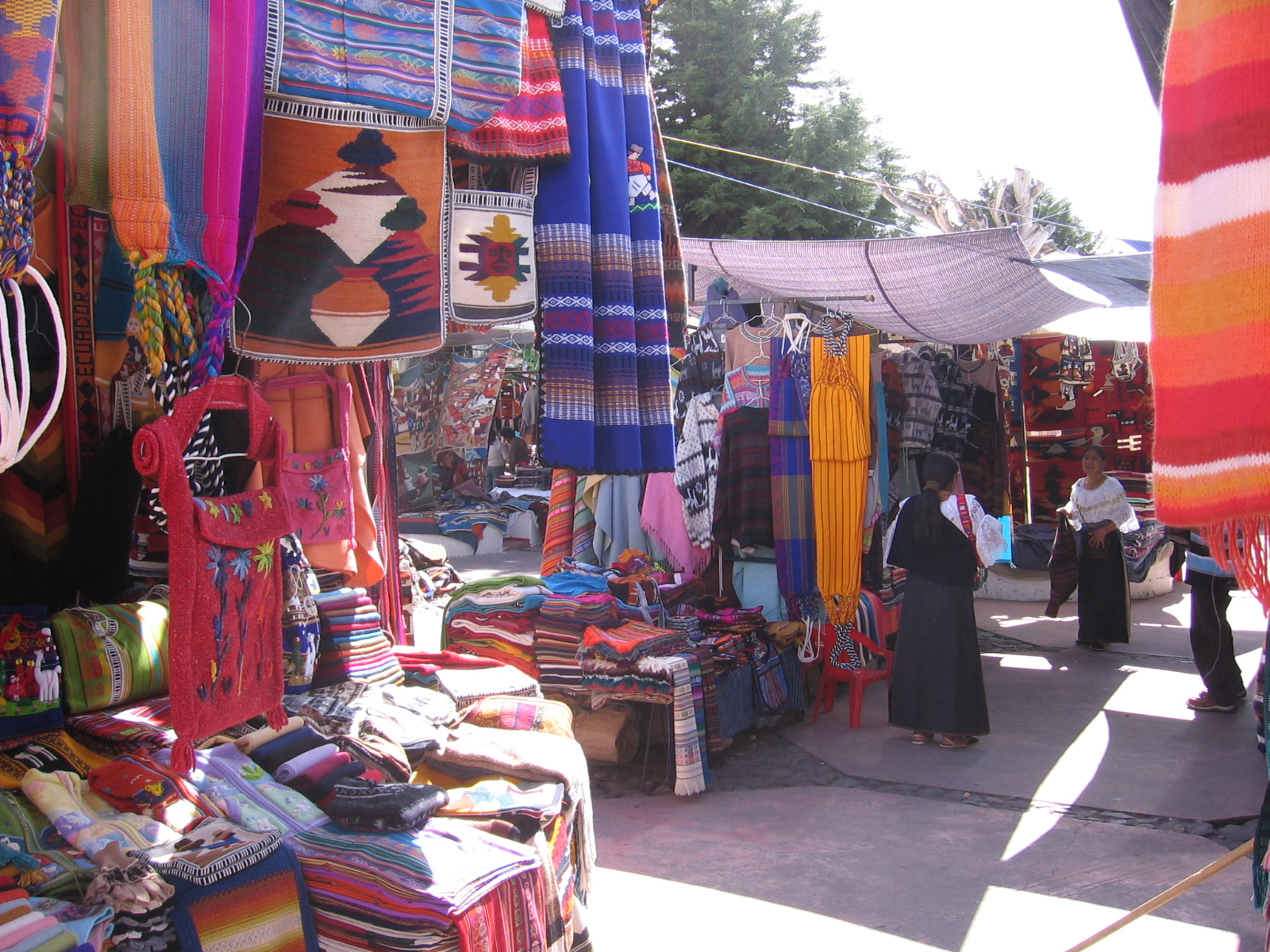
Le marché artisanal du samedi à Otavalo.

Poursuivant en cela une longue tradition de commerce et d'artisanat textile initiée à l'époque préhispanique et poursuivie tout au long de la Colonie et de l'époque républicaine, les otavalos ont développé depuis les années 1970 une économie du textile florissante. Les tissages sont faits à la main par des artisans dans les communautés rurales, ou parfois dans des ateliers de plus grande échelle et mécanisés à Peguche (communauté voisine d'Otavalo), ou dans la ville même d'Otavalo. Les produits de cet artisanat textile sont exportés au niveau national et international, d'abord vers les pays voisins (Colombie et Pérou), puis vers le monde entier. Le marché artisanal d'Otavalo est aujourd'hui un passage obligé pour les touristes qui visitent l'Équateur, et en 1999 on pouvait estimer à 148 000 le nombre de touristes qui avaient visité Otavalo : cette année-là, l'Imbabura était la province la plus visitée d'Équateur après la province de Quito et celle de Guayaquil, points de passage obligés par la présence des deux aéroports internationaux du pays. Une étude de 1996 indiquait déjà qu'Otavalo était la troisième ville la plus visitée du pays, après Quito et Guayaquil.
Cette réussite a engendré d'importantes inégalités au sein du peuple otavalo, entre ceux qui en tirent d'importants bénéfices, vivant généralement dans la ville d'Otavalo ou des communautés proches comme Peguche, et ceux, vivant dans les communautés rurales, qui soit sont simples producteurs d'artisanat (auquel cas le bénéfice qu'ils tirent de cette activité est minime, l'essentiel de la marge étant obtenu par les intermédiaires et les revendeurs), soit sont restés agriculteurs.

## Culture

### Musique
La musique occupe une place privilégiée dans toutes les étapes de la vie des Otavalos. Selon les mots de Germán Patricio Lema, « La musique indigène est le sentiment vivant du peuple, elle est chantée pour honorer les récoltes, les dieux, l'homme, la vie et la mort. La musique instrumentale est la musique de l'âme, elle exprime les jours de douleur ou de joie. Les instruments comme la flute, le rondador, le pingullo, la quena, le churo, l'ocarina, la bocina, le violon et la harpe accompagnent notre chant ». Certains instruments sont associés à des circonstances précises : la harpe est recherchée pour les mariages, le violon pour les naissances, les instruments de cuivre pour les fêtes données en l'honneur des saints.
Tandis que dans les années 1960, la musique jouée par les Otavalos était très influencée par des styles de musiques appartenant aux blancs et aux métis équatoriens (dont le fandango et des rythmes proches), les années 1980 et 1990 ont vu une plus forte influence influence internationale, d'une part celle des rythmes provenant des autres pays andins, d'autre part celle des styles internationaux (reggae, cumbia, rock 'n' roll, etc.). Le genre le plus emblématique de la musique d'Otavalo est le sanjuanito, qui tire son nom des fêtes de la Saint-Jean, durant lesquelles il accompagne les danses traditionnelles. Rythme monotone joué sur une mesure à deux temps, il peut se jouer avec des formations extrêmement variées, allant d'un seul instrumentiste à un groupe comprenant un ou plusieurs chanteurs. Son rythme monotone et obsédant se prête particulièrement à des manifestations exubérantes se rapprochant parfois de la transe. Chaque communauté dispose de sanjuanitos qui lui sont propres, et plus qu'à un auteur précis, chaque sanjuanito est rattaché à un lieu. Les yaravis et les huaynos sont d'autres styles musicaux andins qui ont une importance dans la musique des Otavalos.
Les premiers enregistrements de groupes d'indiens otavolos datent des années 1970, avec des groupes comme Ñanda mañachi ou Los Chaskis, qui jouent dans des salles locales ou des festivals de folklore en Équateur. L'influence de groupes comme les boliviens de Bolivia Manta et de Los Kjarkas ou les Chiliens de Los Calchakis est également déterminante, et certains de leurs thèmes sont adoptés par les groupes locaux. Quelques années plus tard, en 1982, est fondé le groupe Charijayak, par des Otavalos vivant à Barcelone. Ils trouvent le succès à la fois en Espagne et à Otavalo, donnant à de nombreux jeunes musiciens d'Otavalo l'envie de tenter leur chance à l'étranger.

### Langue
La langue traditionnelle des Otavalos est le runa simi, ou kichwa, variante équatorienne du quechua. Le kichwa équatorien se différencie nettement du quechua péruvien (voir es:quichua norteño). Aujourd'hui, la plupart des Otavalos parlent également l'espagnol, mais la langue parlée au sein de la famille ou de la communauté reste le kichwa. Avant et pendant l'intégration de ce territoire à l'empire inca, et jusqu'au début de la période coloniale, la langue parlée dans la moitié nord de la Sierra, incluant la région d'Otavalo, était une langue distincte du kichwa et souvent appelée cara, dont on retrouve les traces dans les toponymes de la région.

### Fêtes traditionnelles

#### L'Inti Raymi

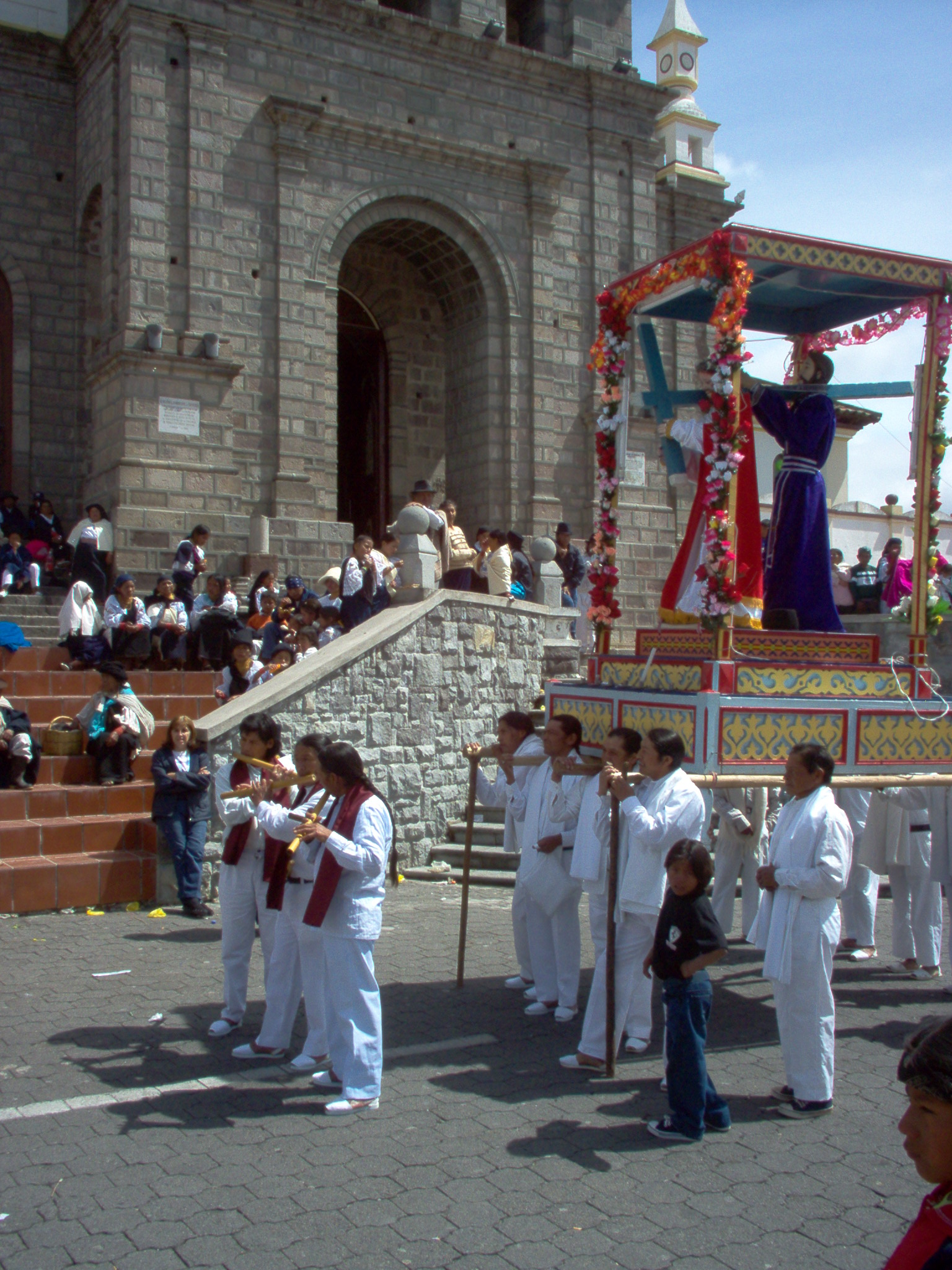
Festivités indigènes de la Semaine sainte à Cotacachi (2006).

La fête d'Inti Raymi (fête du soleil) commence le 24 juin et représente la principale festivité annuelle. Du temps des Incas, cette fête aurait été consacrée au mariage des jeunes couples, béni par l'Inca, à des offrandes de chicha au soleil (Inti), ainsi qu'à la musique et à la danse. Gardant encore aujourd'hui en partie son sens de «fête du mariage», au cours de laquelle les jeunes couples peuvent donner libre cours à leurs sentiments, elle prend également un sens d'affrontement, afin de régler les différends et rancœurs accumulés pendant l'année entre individus et entre communautés. Chaque communauté désigne plusieurs danseurs (tushuc runakuna), qui jouent aussi le rôle de guerriers, dirigés par un aya huma, capitaine. À la veille du 24 juin, les danseurs se baignent au pied de cascades pour prendre des forces en communiant avec la nature, et des repas et manifestations musicales ont lieu autour d'eux dans chaque communauté, avec des musiques traditionnelles spécialement consacrées aux fêtes de la Saint-Jean (les sanjuanitos).
Il se produit pendant plusieurs jours des expéditions de guerriers d'une communauté faisant irruption dans une communauté adverse afin d'affronter les habitants, la fin de la bataille se produisant quand il y a des blessés graves. Enfin, après quelques jours, l'Inty Raymi culmine par un affrontement généralisé entre les communautés sur la place de San Juan Capilla, à Otavalo, et dans le Parc central, à Cotacachi. Cette lutte commence sous forme d'une danse rituelle au cours de laquelle les camps s'organisent et se poursuit comme un affrontement violent, débouchant sur la «prise de la place» par l'un ou l'autre camp. Cet affrontement, tout comme les affrontements des jours précédents entre communautés, sont des rituels de violence profondément enracinés qui laissent parfois des victimes,.

#### Le Jour des morts

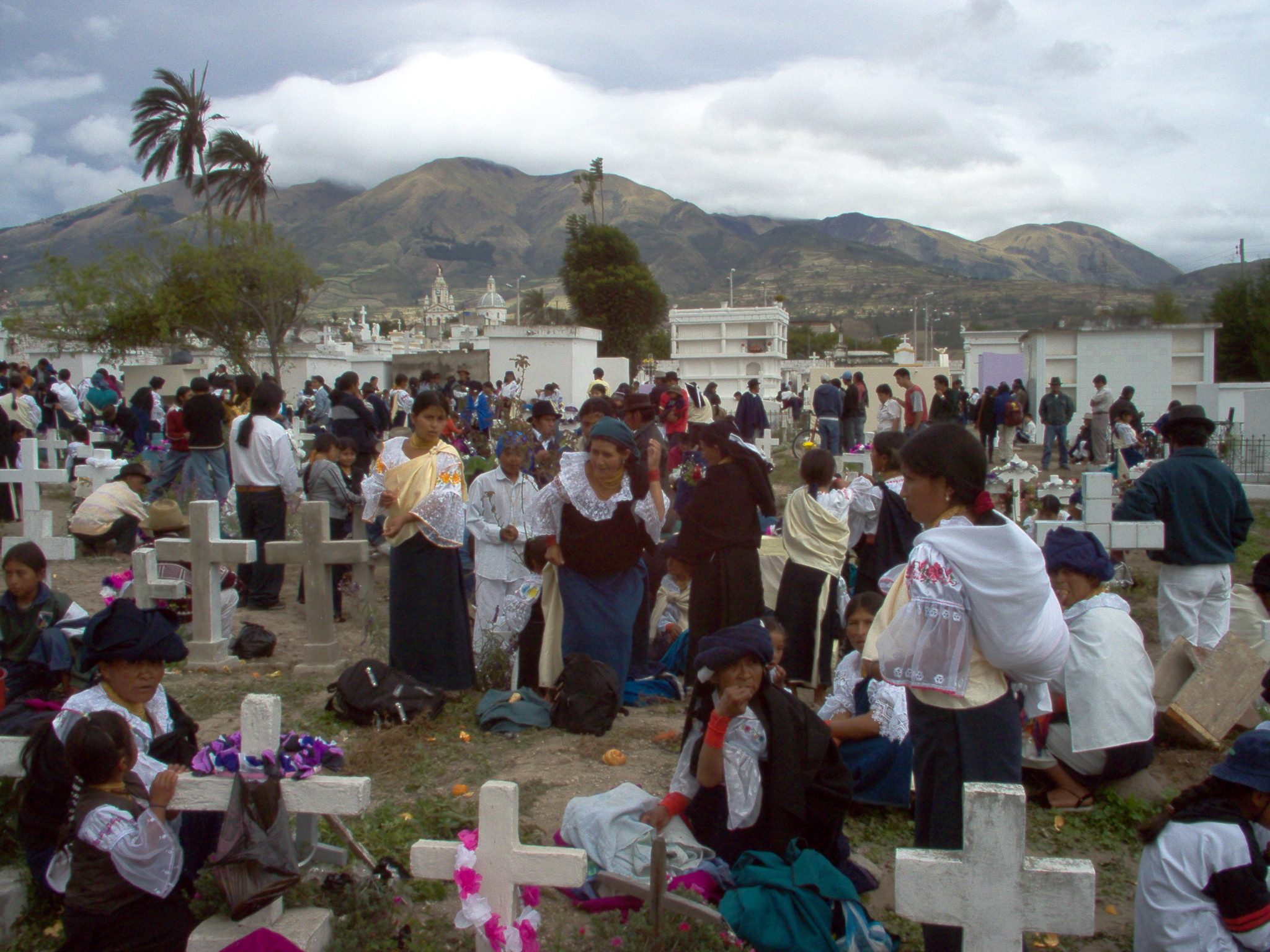
Le «jour des morts» dans la partie indigène du cimetière de Cotacachi.

Le jour des morts, est une fête catholique qui se tient le 2 novembre, lendemain de la Toussaint. Elle est célébrée par les Otavalos de façon distincte à celle des blancs et des métis. Dans la tradition indigène, après une messe se déroulant avec un rite différent de celui de la messe pour les métis, la Toussaint est célébrée dans les cimetières en partageant sur la tombe des familiers des nourritures que ces derniers auraient appréciées, dans une atmosphère festive qui contraste avec les célébrations pratiquées par les populations blanches et métisses, qui se caractérisent par la tristesse et le recueillement. Les nourritures, ou offrandes, servent également à remercier ceux qui prient pour un défunt aimé et reçoivent en échange une offrande. Parfois, les gens se font «purifier» avec des orties à la sortie du cimetière, afin d'éviter d'être suivis par des mauvais esprits, ou par les vices qu'avaient les défunts.

### Costume

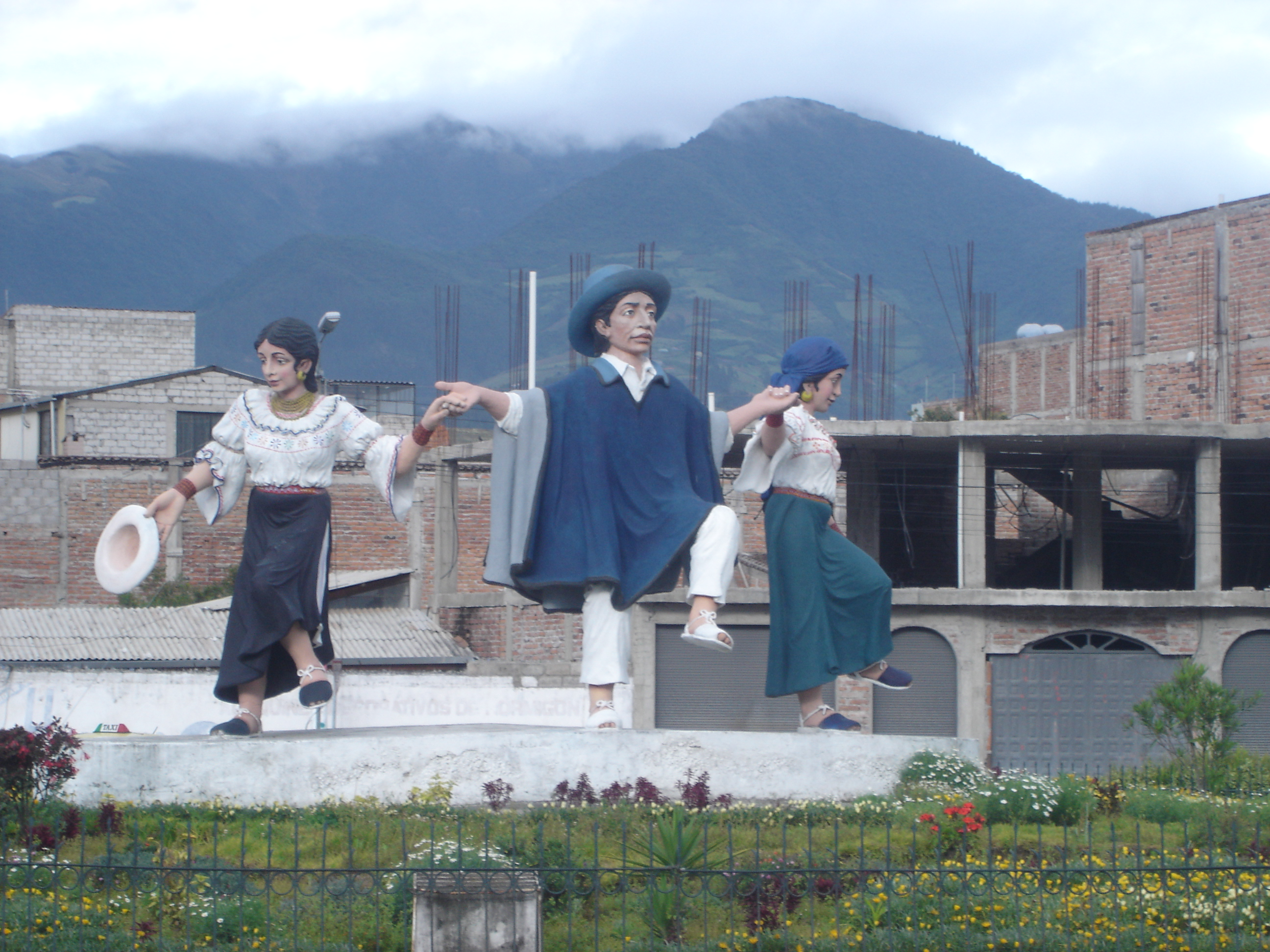
Sculpture représentant des danseurs en costume traditionnel, à Otavalo.

Le costume traditionnel féminin, porté fréquemment y compris dans la vie de tous les jours, se compose des éléments suivants :
- un chemisier blanc brodé de fleurs,
- deux jupes en toile superposées, l'une de couleur sombre portée par-dessus une autre de couleur claire (anacos) maintenues par deux ceintures en toile de couleur vive (Mama chumbi et wawa chumbi)
- des châles (fachalinas) qui peut se porter sur la poitrine pour se protéger du froid, ou sur la tête pour se protéger du soleil. Contrairement à la plupart des autres peuples kichwa d'Équateur, les femmes otavalos ne portent généralament pas de chapeau.
- Des alpargates, espadrilles de feutre noir à la semelle traditionnellement faite de fibre d'agave (cabuya).
- des ornements comme un large collier en perles dorées (wallka) et des bracelets en perles de corail (makiwatanas).

Le costume traditionnel masculin, est utilisé seulement pour certaines occasions, en particulier pour aller à l'église ou en ville. Il se compose des éléments suivants :
- Un poncho en laine ou en toile
- Un chapeau de feutre qui peut être noir, crème ou blanc
- Une chemise et un pantalon de coton blanc « qui reflète la pureté spirituelle de la personne »
- Des alpargates qui se différencient de celles des femmes par leur toile supérieure en coton blanc (et non en feutre noir)

### L'identité otavaleña
Depuis plus d'un siècle, les Otavalos passent pour des «indiens modèles» aux yeux des élites équatoriennes : ils sont ainsi mis en valeur dans les expositions de l'Équateur durant des expositions universelles à Paris (1889) et Chicago (1893), ainsi qu'à la célébration des 400 ans de la «découverte» de l'Amérique par Christophe Colomb, à Madrid en 1892. Lors de cette exposition, les Otavalos sont présentés comme purs, sobres, propres et «plus grands que la moyenne», par contraste avec les shuars présentés comme «sauvages». Cette représentation persiste tout au long du XXe siècle aux yeux des élites équatoriennes et des observateurs internationaux. Une monographie classique publiée en 1949 présente ainsi les Otavalos comme l'exemple d'un «miracle social parmi les indiens d'Équateur», et Jean-Christian Spahni voit en 1974 ce peuple comme le «prélude d'une renaissance du monde indien». Cette perception des Otavalos comme acteurs d'une réussite «exceptionnelle» parmi les indigènes d'Équateur est partagée par les intéressés, qui s'autodéfinissent comme un groupe noble, «descendant direct des Incas», se différenciant des autres peuples indigènes par leur costume, leur longue tresse et le «caractère millénaire» de leur culture et de leur activité artisanale (tendant à minimiser le rôle historiquement prédominant de l'agriculture dans les activités des Otavalos).
Cette définition des Otavalos comme étant essentiellement et depuis longtemps un peuple d'artisans est toutefois essentiellement le fait des acteurs urbains, bien placés dans les circuits de production ou de commercialisation de l'artisanat, et masque la persistance de conflits entre ces derniers et les communautés paysannes sur la définition de l'identité Otavaleña. L'essor de l'économie liée à l'artisanat (et au tourisme) a donc conduit à une division du peuple otavalo entre des indigènes paysans souvent modestes et des indigènes urbains plus aisés, bien insérés dans l'économie de l'artisanat, ces derniers étant souvent les plus impliqués dans le renouveau de l'identité des Otavalos et de leurs revendications, tendant à mettre l'accent sur des revendications ethnicistes (autour de la langue, du costume, de l'artisanat et des fêtes traditionnelles), et non plus sur des revendications sociales plus classiques (accès à la terre etc.).